# HCP 115N
115Nは、かつてポーランドの鉄道車両メーカーであるH.ツェギェルスキ鉄道車両工場（H. Cegielski – Fabryka Pojazdów Szynowych、HCP – FPS）が試作した路面電車車両。ポーランドの路面電車における初の本格的な超低床電車（部分超低床電車）で105N/2とも呼ばれており、ポズナンの路面電車（ポズナン市電）で営業運転に用いられた。

## 概要
1990年代初頭、ポズナンでは高規格のポズナン高速トラム（Poznański Szybki Tramwaj、PST）の建設が進められていた。その中で普通鉄道と接続する計画を路面電車路線（ポズナン市電）と接続する形へ変更した事を受け、高速トラム向けに定員数が多い路面電車車両の必要性が生じた。既存の車両の連結運転も検討されたが、当時の時勢からポズナン市電の運営事業者はバリアフリーに適した超低床電車の導入を決定した。しかし、当時のポーランドではこの条件を満たした車両の生産は行われておらず、国外企業からの導入という選択肢も財政面から難色が示されていた。この状況を受け、ポズナンに工場を有するH.ツェギェルスキ鉄道車両工場が、既存の車両の近代化も兼ねて製造したのが115Nである。
115Nは片運転台の3車体連接車で、前後車体はポズナン市電から購入した2両（163、164）のボギー車（コンスタル105N）を基に、車体の一部を切断し幌やジョイントなどの連接構造を設置したものであった。一方、全長7 mの中央部の車体は工場で新造されたもので、連続して設置された2つの両開き式乗降扉の部分が床上高さ350 mmの低床構造となっていた。それ以外の箇所は床上高さ930 mmの高床構造で、双方は3段のステップによって接続されていた。台車や制御装置はボギー車から流用した一方、運転台の機器やパンタグラフ、乗降扉は新造品が用いられた。車内の座席についても製造当初は布張りの新造品が採用されたが、破損が相次いだ事を受けて後年にプラスチック製のものへと交換された。

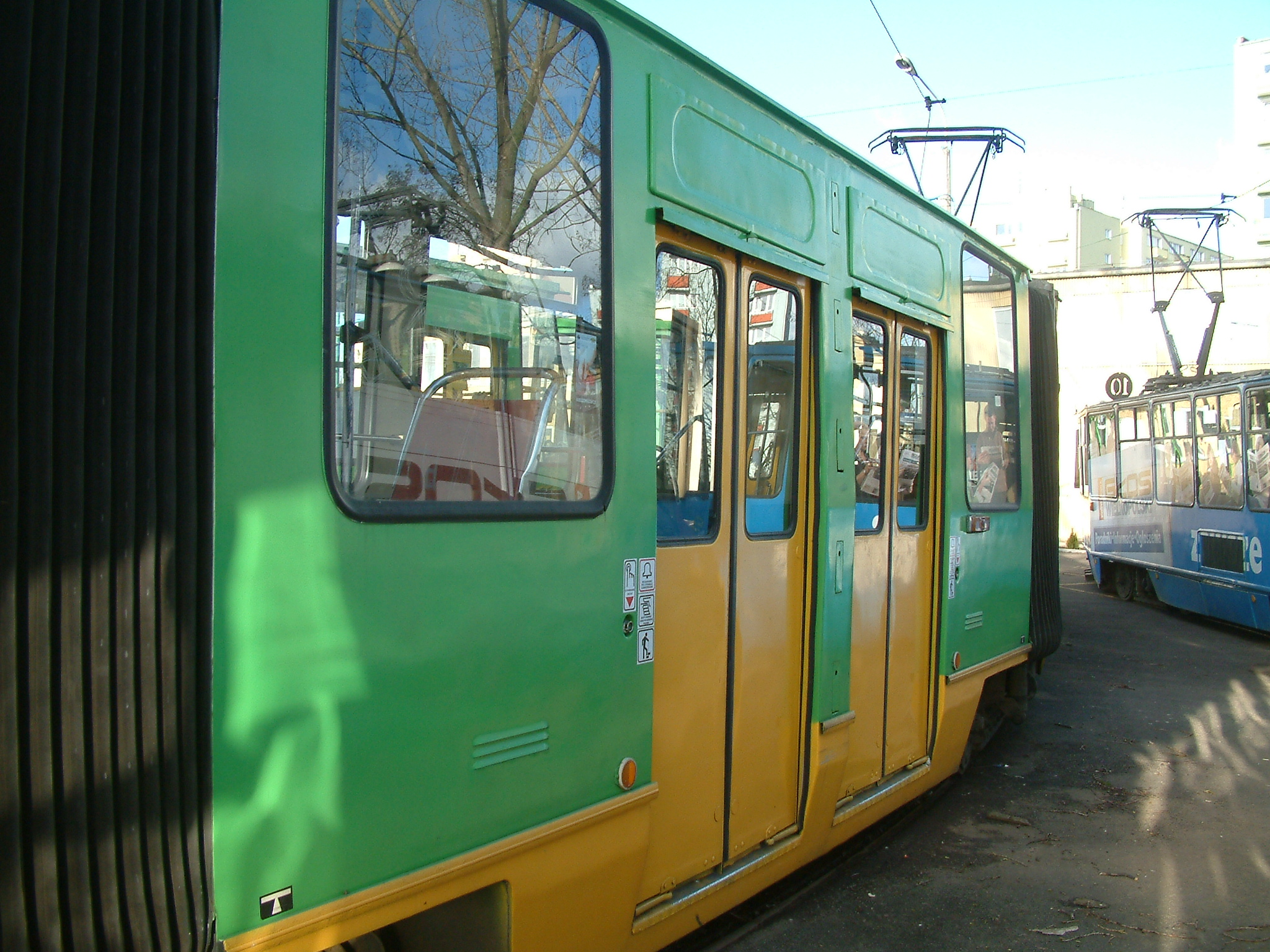
中間車体は低床構造であった（2007年撮影）
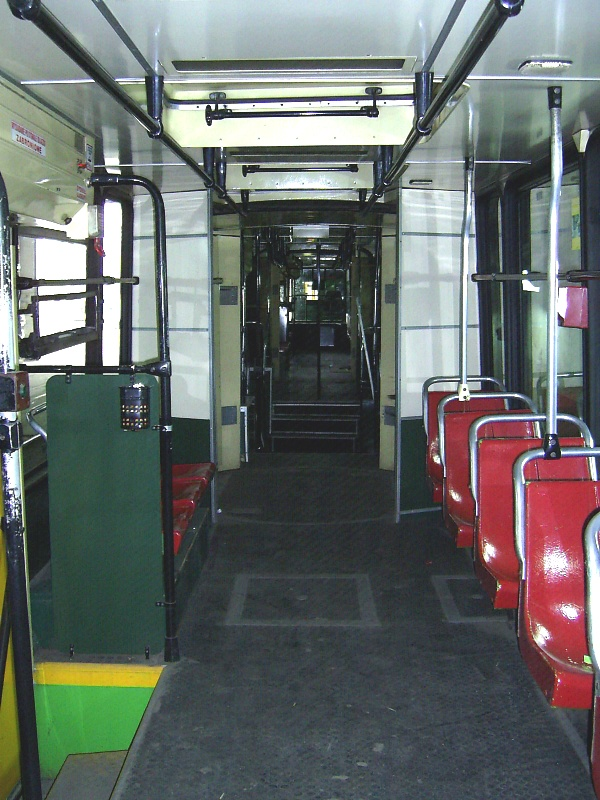
車内
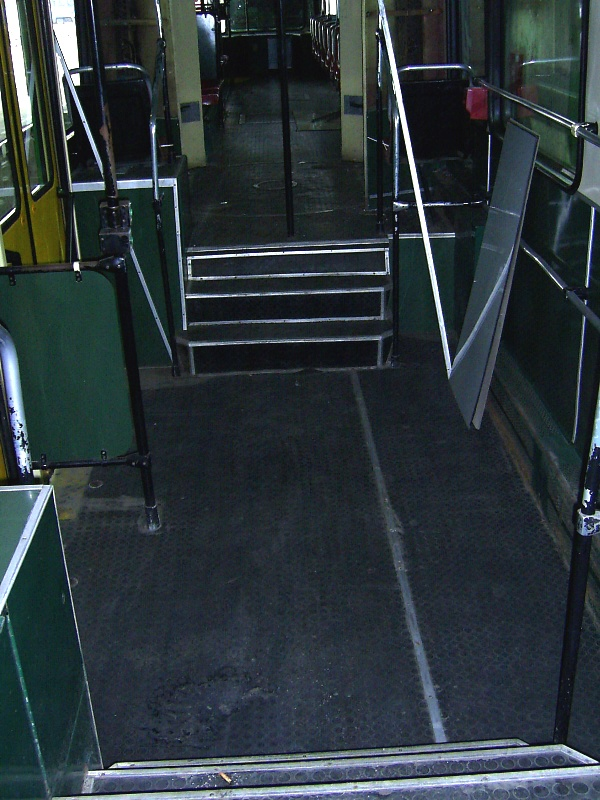
低床部分には車椅子用スペースが存在した

1995年に製造され、同年からポズナン市電で営業運転を開始したが、電気機器や乗降扉など各部の故障が相次ぎ、営業運転の離脱を幾度も実施する事態となった。特に2006年以降は長期に渡って運用を離脱し、2008年には一時モダトランスの工場へ持ち込まれたもののすぐにポズナン市電へ返却され、最終的に2010年に除籍（廃車）された。その後は保存の動きも起きたものの実現する事無く、2011年8月に線路から撤去され、解体場へ向けて輸送された事が確認されている。

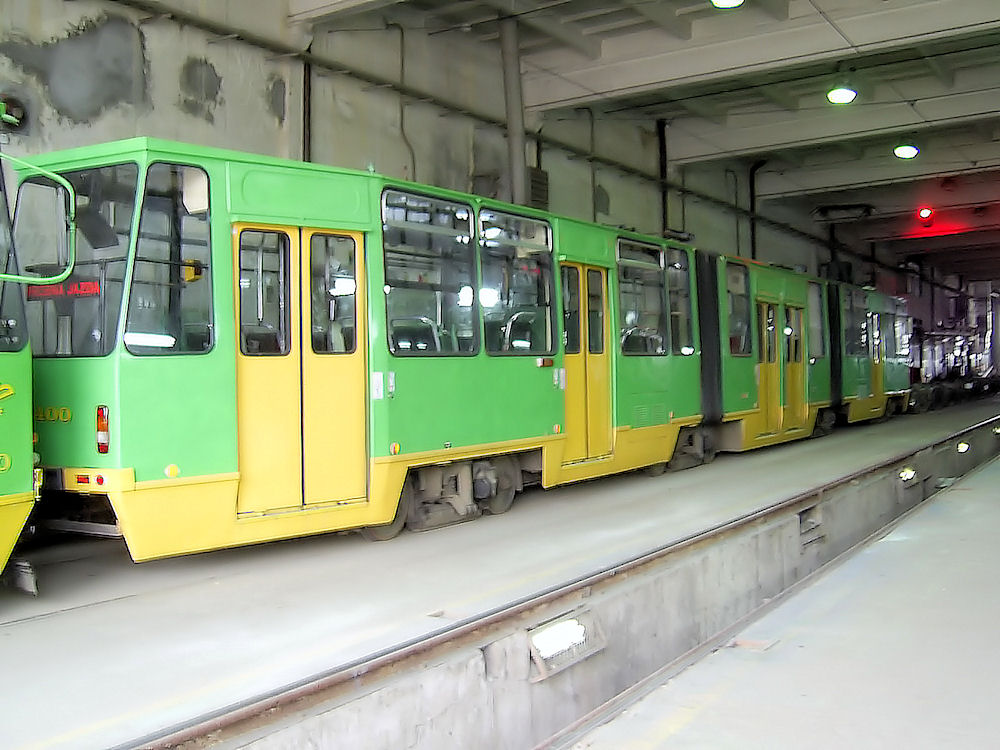
車庫内に留置されていた115N（後方）（2006年撮影）